# Carmen Kokyō ni Kaeru
Carmen Kokyō ni Kaeru (カルメン故郷に帰る, Karumen Kokyō ni Kaeru) é um filme japonês do género comédia, realizado e escrito por Keisuke Kinoshita e protagonizado por Hideko Takamine, Toshiko Kobayashi e Yuko Mochizuki. Foi o primeiro filme japonês produzido a cores.

## Sinopse
Uma mulher regressa à sua cidade natal, após uma festa na cidade grande para ganhar a vida. Ela veste-se com fatos modernos, tendo muito orgulho de si. Os aldeões começam a enxergá-la com sentimentos contraditórios. Alguns admiram-na, outros a invejam e os outros chocam-se com sua distância nas maneiras tradicionais, especialmente quando descobrem que ela é uma stripper. Apesar disso, ela se esforça para manter sua cabeça erguida, a rir e dançar, ao invés de se entristecer com a má recepção de alguns moradores.

## Elenco
- Hideko Takamine como Lily Carmen, Aoyama Kin
- Shuji Sano como Haruo Taguchi
- Chishū Ryū como diretor da escola
- Kuniko Ikawa como Mitsuko, a esposa de Haruo
- Takeshi Sakamoto como Shoichi, o pai de Kin
- Bontarō Miyake como Maruju
- Keiji Sada como senhor Ogawa, o professor da escola
- Toshiko Kobayashi como Akemi Maya
- Koji Mitsui como Oka, o empregado de Maruju
- Yuko Mochizuki como Aoyama Yuki, a irmã de Kin
- Yoshito Yamaji como jovem da aldeia
- Akio Isono como Aoyama Ichiro, o marido de Yuki
- Sumie Kuwabara
- Kuninori Takado
- Eiko Takamatsu
- Shoichi Kotoda
- Shusuke Agata
- Kiyoshi Koike como Aoyama Naokichi
- Isao Shirosawa como Taguchi Kiyoshi
- Yoichi Osugi
- Susumu Takase
- Jun Tanizaki
- Akira Noto
- Jun Yokoyama
- Shunsuke Kaneko
- Tami Yamamoto
- Haruko Chichibu
- Sakae Ozawa como Maruno Juzo (não creditado)